# Glocalización
Glocalización es un término que nace de la composición entre globalización y localización y que se desarrolló inicialmente en la década de 1980 dentro de las prácticas comerciales de Japón. El concepto procede del término japonés "dochakuka" (derivada de dochaku, “el que vive en su propia tierra”). Aunque muchas referencias tratan a Ulrich Beck como el creador del término y su difusor, el primer autor que saca a la luz explícitamente esta idea es Roland Robertson.

## Definición
Se puede definir la glocalización desde una perspectiva económica o cultural:
Como término económico se refiere a la persona, grupo, división, unidad, organización o comunidad que está dispuesta y es capaz de "pensar globalmente y actuar localmente". El concepto implica que la empresa se adapte a las peculiaridades de cada entorno, diferenciando sus producciones en función de las demandas locales.
A nivel cultural, según Antonio Bolívar Botía, Catedrático de Didáctica y Organización Escolar de la Universidad de Granada, glocalización es la mezcla que se da entre los elementos locales y particulares con los mundializados. Supone que en un mundo global, en el que asistimos a una progresiva supresión de las fronteras a nivel económico, político y social, se incrementa la existencia de barreras culturales, generadas por las personas que defienden sus tradiciones de la globalización cultural.
Stuighzky señala que el término es apropiado para referirse a la localización de la producción en el capitalismo a la esfera de la globalización.
También Martín Hopenhayn hace un análisis de la globalización cultural y las tensiones políticas que genera actualmente. La glocalización sirve como herramienta de integración de la globalización en la localidad y tiene dos vertientes consecuenciales: la tendencia a la subordinación y tendencia a la integración. Afirma que la diferenciación sociocultural se hace más visible dentro de las propias sociedades nacionales y que a su vez conserva las identidades que la reconocen.
Según Boaventura de Souza Santos en su libro Hacia un nuevo sentido común (1995), se trata de "localismos-globalizados” y de “globalismos-localizados”, que muchas veces van acompañados por movimientos sociales y políticos y otras expresiones de la sociedad civil. Esta es una hipótesis feliz que favorece nuestro enfoque crítico. Lo anterior, colocó las bases para nuevas prácticas de ciudadanía global que convergen en lo que se ha bautizado ya como “glocalización”. Desde un sentido crítico, según Orlando Fals Borda, la “glocalización”, cambia la “b” de “bárbaro” por la “c” de “corazón”.